# Giardino botanico Treborth
Il Treborth Botanic Garden (gallese: Gardd Fotaneg Treborth) è un giardino botanico situato nel Galles, vicino alla città di Bangor. È di proprietà della Bangor University, ed è usato nella didattica per studenti universitari, le scuole locali e le associazioni. Negli ultimi anni, il giardino botanico è stato minacciato di chiusura da parte dell'università, a causa di alti costi di manutenzione, ma questa minaccia è stata ampiamente contrastata dagli Amici della Treborth Botanic Garden, un gruppo di volontari che aiuta nella gestione corrente del Giardino, e gli studenti per Treborth Action Group (STAG), la società dell'Unione, di una Bangor University Student's costituita per salvaguardare il Giardino per l'utilizzo da parte degli studenti e la popolazione di Bangor.

## Storia del Giardino
Il sito attuale è stato originariamente sviluppato come destinazione turistica vittoriano, Britannia Park per Chester Holyhead e Ferrovie nel 1840. I motivi sono stati progettati da Sir Joseph Paxton, e le caratteristiche del suo design si possono vedere ancora oggi, come il viale di calce. Tuttavia, a causa di una crisi di finanziamento il sito fu abbandonato, tornando al pascolo e bosco. Finanziamenti crisi dovesse diventare una caratteristica dei siti storia successiva.
Nel 1960, l'allora University College del Galles del Nord (ora Bangor University) ha acquistato il terreno con l'obiettivo di sviluppare una collezione di piante per il Dipartimento di Botanica dell'Università. Quando il Dipartimento di Botanica chiuse, il Giardino ha continuato ad essere utilizzato da altri reparti all'interno dell'Università per la didattica, in particolare per i corsi ambientali.
Treborth Botanic Garden è gemellata con Katse Giardino Botanico Alpino in Lesotho.

## Gli impianti e le Collezioni
Treborth Botanic Garden ha sei serre e un laboratorio didattico con gli uffici per l'utilizzazione del curatore e dei volontari nel complesso dell'edificio principale. Il Glasshouse temperata caratteristiche cactacee, succulente, piante africane autoctone del Sud e Canarie, Isola di piante autoctone. Il Glasshouse Tropical ospita una varietà di piante dai tropici tra cultivar di banane. La Casa Orchid e Bubble House contenere le collezioni di orchidee e piante carnivore. Altre serre sono destinati ad accogliere le specie di gara da zone temperate, il gallese flora nativa, e per la propagazione e la conservazione. Il laboratorio didattico si raddoppia come una zona di accoglienza per i visitatori. Un parcheggio è situato al di fuori del complesso edificio principale.
Lontano dalle edifici principali, Treborth rhizotron vanta la più grande in Europa (attualmente non in uso per la ricerca scientifica), una piccionaia e apparecchiature di controllo meteorologico in un composto di ricerca che è off limits per i membri del pubblico. Il giardino ha ampi campi sportivi all'aperto, che si estendono fino alla riva dello Stretto di Menai. I motivi dispongono di un mezzo acido, a metà di base giardino roccioso, frutteto e prati fioriti insieme ai tradizionali impianti all'aperto. La maggior parte dei motivi sono boschi designata come sito di particolare interesse scientifico.
Come parte di speciali celebrazioni 50 ° anniversario, che è iniziato con l'annuale festival musicale di raccolta fondi Botanico Beats, un laghetto naturale nuovo è stato realizzato e inaugurato nel giugno 2010.

## L'accesso al pubblico
I motivi all'aperto sono aperti al pubblico tutto l'anno. Treborth è uno dei giardini botanici, il solo nel Regno Unito, che consente l'accesso ai cani, a condizione che siano tenuti al guinzaglio. Al pubblico è consentito inoltre, l'accesso alla serre mediante appuntamento con il curatore.
L'accesso al giardino è da una strada privata, che è la svolta a sinistra prima di attraversare direttamente il Menai Suspension Bridge Anglesey-bound.